# 24小時電視 「愛心救地球」
《24小時電視 「愛心救地球」》，或譯《24小時電視 「以愛拯救地球」》，是日本電視台自1978年起每年8月下旬於星期六至星期日播映的大型慈善節目，通稱《24小時電視》、《24HTV》。正式名稱是《24小時電視〇〇 「愛心救地球」》（〇〇為播映回數）。
這是日本電視台聯播網（NNN・NNS）的30個成員加上沖繩電視台（屬富士電視台聯播網）合共31間民營電視台所主辦的大型節目。

## 概要

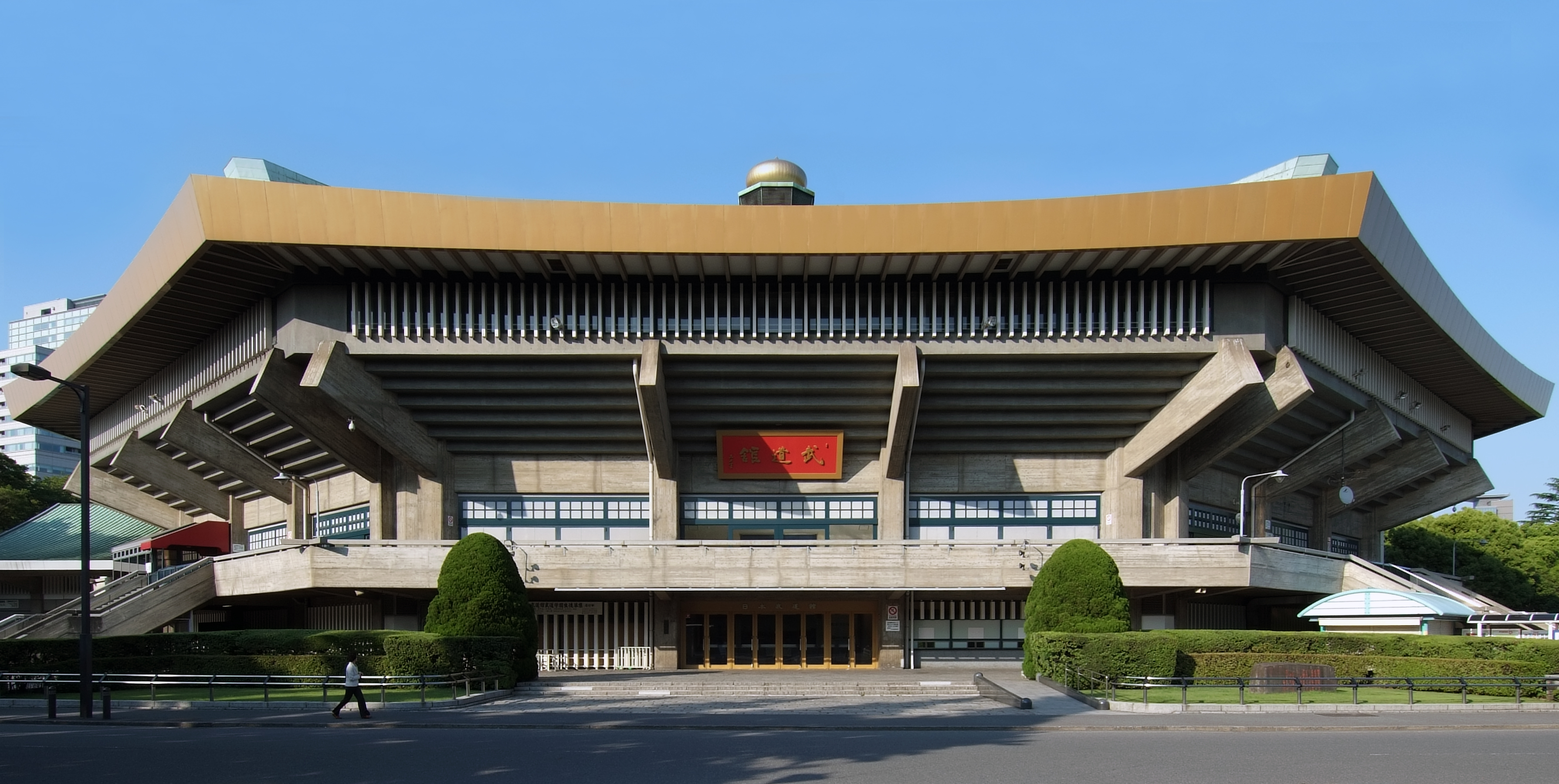
節目舉行的主場地日本武道館

1978年，《24小時電視》以「愛心救地球」為目的而誕生，是於日本各地進行慈善活動的節目。除了年末之外，這樣會令電視台全部停止日常節目的播出、而且通宵播映長時間的特別節目，在當時來說是一個劃時代的計劃；但正因為慈善，而令這個計劃得以實行。
節目利用由觀眾所籌得的善款，用以實行改善國內外人士的福利、進行環境保護、支援災後復興等的慈善目的。節目亦以「真正的主角是（電視機前的）你」向觀眾進行宣傳。這一句宣傳語直至2000年代初於每次節目尾聲均會顯示在螢光幕前。
節目的主色是黃色。節目標誌的設計是一個由紅色、黃色、綠色漸變顏色的地球，再加上圍繞其軌道運行的月亮所組成。
節目會於毎年8月下旬（多於8月最後一個星期的週末舉行）的星期六開始，直至翌日星期日的晚上為止，全程進行直播。第1屆（1978年）的播映時間為星期六20:00 - 星期日20:00，等同節目名稱所指的「24小時」，之後播映時間由24小時半→25小時→25小時半逐漸增加，至第25屆（2002年）及之後開始原則上播映時間為星期六18:30 - 星期日20:54，時間長達26小時半。
節目内容會配合毎年的特定主題，不單是支援健全人士，也著眼於包括殘障人士與受災者、特定疾病患者等人士。節目構成以慈善馬拉松與劇集特別篇、紀錄片、各項挑戰計劃等内容為中心。節目内亦有出演者獻唱打氣歌曲的場面，所使用的樂曲毎年均達40首左右。
節目舉行的主場地主要位於日本武道館。於節目的主要贊助商日產汽車的全球總部展覽廳，以及日本電視台聯播網各成員的活動場地等等，亦會舉行例如慈善拍賣等的慈善活動。
德光和夫由節目開始以来每回均有參與演出，由第3屆（1980年）起直至第33屆（2010年）更是連續31年負責擔任綜合司儀。

## 募款活動

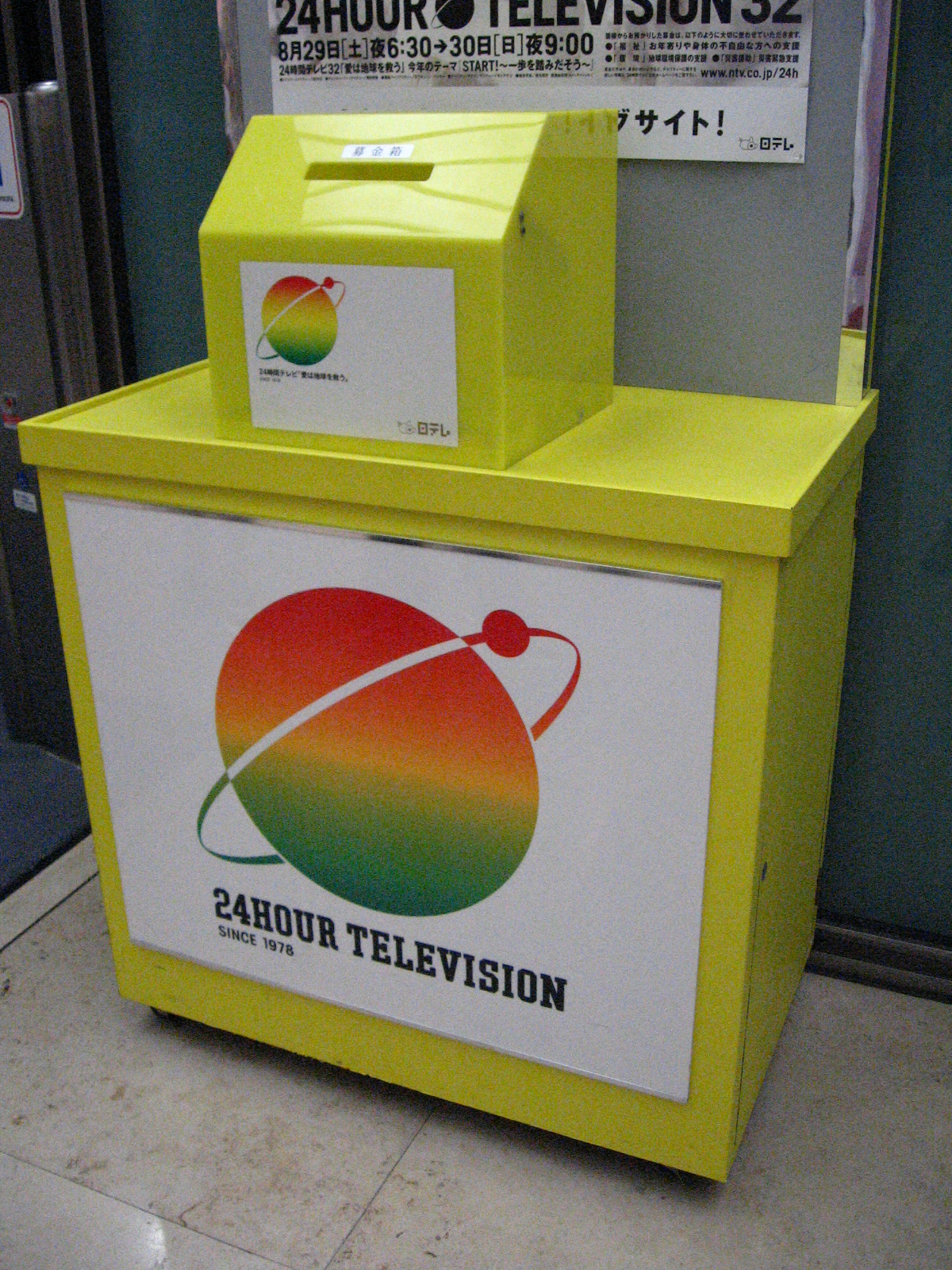
位於汐留的日本電視台大廈貼有節目LOGO的專用募款箱

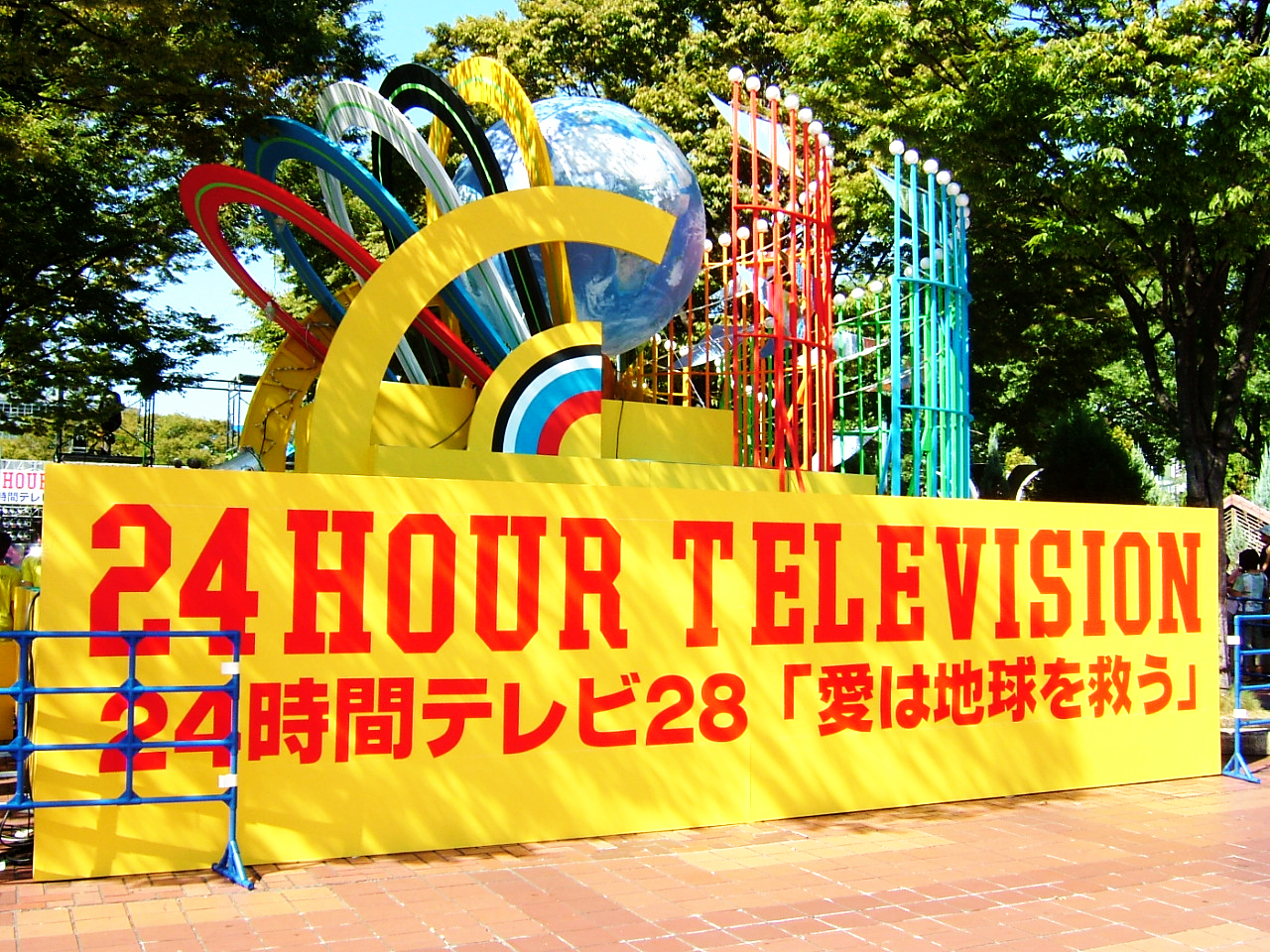
位於名古屋市久屋大通公園的募款會場（2005年）

### 慈善T-shirt
節目原創的T-shirt稱為「Chari T-shirt」，取「慈善」（Charity）的諧音，基本上以黄色為底色。採用黄色是因為著名電影《幸福的黃手帕》的原故。直至第27屆（2004年）之前底色較為接近橙黄色，第28屆（2005年）及之後開始改用較為接近檸檬黄色的配色。
第28屆（2005年）及之後開始有製作除了黄色以外的顏色T-shirt（参照下表）。至節目開始之後的一段長時間，T-shirt的設計均有地球及月亮等與節目標誌一樣的設計，直至1990年代後半開始T-shirt設計多由參與節目的名人或著名設計師所負責。
慈善T-shirt會聯同毛巾、襟針、文件夾、慈善手帶、慈善環保袋等慈善商品於市面售賣。
直至第27屆（2004年）為止，慈善T-shirt能夠於贊助企業IY集團（現在的7&I控股）旗下伊藤洋華堂百貨的一部份門市售賣。自第28屆（2005年）贊助企業改為永旺集團之後，於永旺集團旗下的各間店舖（AEON、daiei、MaxValu、AEON SUPERCENTER、Ministop、VIVRE等）均會售賣慈善T-shirt。
慈善T-shirt其他銷售地點包括日本電視台的自家商店「日視屋」（汐留店、東京站店）與其他協助商店。觀眾亦能夠透過網購購買T-shirt，於「24小時電視慈善商品網購網址（页面存档备份，存于）」能夠接受預訂購買慈善T-shirt。
毎年慈善T-shirt均能售出約30萬件至100萬件的程度，所得的收益全部將會變成節目的善款。歷代最高的銷售量是第36屆（2013年）的124萬件。
節目上的出演者與工作人員原則上均會穿着慈善T-shirt。於節目途中插入的新聞時段中負責報道的新聞主播、以及24小時新聞頻道日視NEWS24的新聞主播亦會穿着該T-shirt。自節目開始至今，每次節目的工作人員很多時候會穿着工作人員專用的橙黄色T-shirt。但亦有時候例如是某部份單元的出演者或者到場的嘉賓，會穿着其他種類的衣服登場。
作為節目宣傳的一環，於節目播映的一星期前開始，日本電視台聯播網系列的新聞節目、情報節目中的部分出演者亦會穿着慈善T-shirt登場。
| 播映屆（播映年）                   | 顏色                                | 設計者                                      |
| ---------------------------------- | ----------------------------------- | ------------------------------------------- |
| 第1屆（1978年） - 第21屆（1998年） | ■黄                                 | 不明                                        |
| 第22屆（1999年）                   | ■黄                                 | 新垣仁繪（SPEED）                           |
| 第23屆（2000年）                   | ■黄                                 | 不明                                        |
| 第24屆（2001年）                   | ■黄                                 | 飯田圭織（早安少女組）                      |
| 第25屆（2002年）                   | ■黄                                 | 工藤靜香                                    |
| 第26屆（2003年）                   | ■黄                                 | 松岡昌宏（TOKIO）                           |
| 第27屆（2004年）                   | ■黄                                 | 大野智（嵐）                                |
| 第28屆（2005年）                   | ■黃・■紅・■藍・■黑・□白             | 香取慎吾（SMAP）                            |
| 第29屆（2006年）                   | ■黃・■綠                            | 吉卜力工作室                                |
| 第30屆（2007年）                   | ■黃・■紅                            | NIGO                                        |
| 第31屆（2008年）                   | ■黃・■桃・■水                       | 村上隆                                      |
| 第32屆（2009年）                   | ■黃・■桃・■灰                       | 彼思                                        |
| 第33屆（2010年）                   | ■黃・■桃・■紅・■藍・■綠             | 吉卜力工作室                                |
| 第34屆（2011年）                   | ■黃                                 | 森本千繪                                    |
| 第35屆（2012年）                   | ■黃・■桃・■水                       | 奈良美智及大野智（嵐）                      |
| 第36屆（2013年）                   | ■黃・■桃・■水・□白                  | 草間彌生及大野智（嵐）                      |
| 第37屆（2014年）                   | ■黃・■桃・■水・□白・■黑             | 天野喜孝                                    |
| 第38屆（2015年）                   | ■黃・■桃・■水・□白・■黑             | 羽生結弦・Kyary Pamyu Pamyu・山崎直子等12名 |
| 第39屆（2016年）                   | ■黃・■桃・■水・□白                  | 蜷川實花                                    |
| 第40屆（2017年）                   | ■黃・■桃・■橘・□白・■黑             | 野老朝雄                                    |
| 第41回（2018年）                   | ■黃・■紫・■桃・■黑                  | 渡邊直美 & Hattie Stewart                   |
| 第42屆（2019年）                   | ■黃・□白・■桃・■水・■薄荷           | 大野智（嵐）                                |
| 第43屆（2020年）                   | ■黃・□白・■桃・■灰・■薄荷           | 小松美羽                                    |
| 第44屆（2021年）                   | ■黃・□白・■桃・■灰・■卡其           | 高橋海人（King & Prince）、水野學           |
| 第45屆（2022年）                   | ■黃・□白・■桃・■薄荷・■lovely berry | 長場雄                                      |
| 第46屆（2023年）                   | ■黄・□白・■水・■桃・■豌豆           | SHUN SUDO                                   |

## 主辦成員

### 現在的主辦成員
現在節目的主辦成員包括日本電視台聯播網（NNN・NNS）的30個成員加上沖繩電視台（屬富士電視台聯播網）合共31間民間電視台機構。與富士電視台聯播網或朝日電視台聯播網相重合的日本電視台聯播網成員台，某些時段不會繼續直播本節目，而會改為播放其他聯播網系列、或該台自家製作的節目。
多數時間一眾地方的聯播網成員台會轉播日本電視台播放的節目內容，其餘時間則會播出系列成員台自家製作的節目，這些時段被稱為「地方節目編排時段」。有部分地方成員台會因應觀眾的意見或投訴，於其他時段重新播出因播映自家製作的節目而未有播出的，原時段日本電視台播放的節目內容（例如翌日的黃昏或深夜時段）。
| 播出地域       | 播映頻道                | 所屬的聯播網系列                               | 備註                     |
| -------------- | ----------------------- | ---------------------------------------------- | ------------------------ |
| 關東廣域圏     | 日本電視台（NTV）       | 日本電視台系列                                 | 基幹製作局               |
| 北海道         | 札幌電視台（STV）       | 日本電視台系列                                 | 北海道地區幹事局         |
| 青森県         | 青森放送（RAB）         | 日本電視台系列                                 |                          |
| 岩手縣         | 岩手電視台（TVI）       | 日本電視台系列                                 |                          |
| 宮城縣         | 宮城電視台（MMT）       | 日本電視台系列                                 | 東北地區幹事局           |
| 秋田縣         | 秋田放送（ABS）         | 日本電視台系列                                 |                          |
| 山形縣         | 山形放送（YBC）         | 日本電視台系列                                 |                          |
| 福島縣         | 福島中央電視台（FCT）   | 日本電視台系列                                 |                          |
| 山梨縣         | 山梨放送（YBS）         | 日本電視台系列                                 |                          |
| 新潟縣         | TV新潟電視台（TeNY）    | 日本電視台系列                                 | 第4屆（1981年）開始参加  |
| 長野縣         | 信州電視台（TSB）       | 日本電視台系列                                 | 第4屆（1981年）開始参加  |
| 靜岡縣         | 靜岡第一電視台（SDT）   | 日本電視台系列                                 | 第2屆（1979年）開始参加  |
| 富山縣         | 北日本放送（KNB）       | 日本電視台系列                                 |                          |
| 石川縣         | 金澤電視台（KTK）       | 日本電視台系列                                 | 第13屆（1990年）開始参加 |
| 福井縣         | 福井放送（FBC）         | 日本電視台系列 / 朝日電視台系列                | [ 備註 1 ]               |
| 中京廣域圏     | 中京電視台（CTV）       | 日本電視台系列                                 | 中部地區幹事局           |
| 近畿廣域圏     | 讀賣電視台（ytv）       | 日本電視台系列                                 | 關西地區幹事局           |
| 鳥取縣、島根縣 | 日本海電視台（NKT）     | 日本電視台系列                                 |                          |
| 廣島縣         | 廣島電視台（HTV）       | 日本電視台系列                                 | 中國、四國地區幹事局     |
| 山口縣         | 山口放送（KRY）         | 日本電視台系列                                 |                          |
| 德島縣         | 四國放送（JRT）         | 日本電視台系列                                 |                          |
| 香川縣、岡山縣 | 西日本放送（RNC）       | 日本電視台系列                                 |                          |
| 愛媛縣         | 南海放送（RNB）         | 日本電視台系列                                 |                          |
| 高知縣         | 高知放送（RKC）         | 日本電視台系列                                 |                          |
| 福岡縣、佐賀縣 | 福岡放送（FBS）         | 日本電視台系列                                 | 九州地區幹事局           |
| 長崎縣         | 長崎國際電視台（NIB）   | 日本電視台系列                                 | 第14屆（1991年）開始参加 |
| 熊本縣         | 熊本縣民電視台（KKT）   | 日本電視台系列                                 | 第5屆（1982年）開始参加  |
| 大分縣         | 大分電視台（TOS）       | 日本電視台系列 / 富士電視台系列                | [ 備註 2 ]               |
| 宮崎縣         | 宮崎電視台（UMK）       | 日本電視台系列／朝日電視台系列／富士電視台系列 | [ 備註 3 ]               |
| 鹿兒島縣       | 鹿兒島讀賣電視台（KYT） | 日本電視台系列                                 | 第17屆（1994年）開始参加 |
| 沖繩縣         | 沖繩電視台（OTV）       | 富士電視台系列                                 | [ 備註 4 ]               |

備註
1. ↑  屬跨網成員，但基本上差不多全部時段均有同時轉播。
2. ↑  屬跨網成員，星期日黃昏有一段時間中斷轉播，但大部分時段仍是同時轉播。
3. ↑  屬跨網成員，星期六的晚間時段未有同時轉播，星期日的早上及黃昏亦有一段時間中斷轉播。
4. ↑  因並非日本電視台聯播網的成員，同時轉播的時段只有星期六的深夜和星期日的早上及下午的一部分時段。節目的開場及尾聲均未有播映，大部分時間都未有同時轉播。

### 過去的主辦成員
| 播出地域 | 播映頻道              | 現在所屬的聯播網系列 | 備註                                  |
| -------- | --------------------- | -------------------- | ------------------------------------- |
| 新潟縣   | 新潟綜合電視台（NST） | 富士電視台系列       | 第1屆（1978年）至第3屆（1980年）参加  |
| 静岡縣   | 靜岡縣民放送（SKT）   | 朝日電視台系列       | 只有參加第1屆（1978年）               |
| 長崎縣   | 長崎放送（NBC）       | TBS系列              | 第1屆（1978年）至第6屆（1983年）参加  |
| 長崎縣   | 長崎電視台（KTN）     | 富士電視台系列       | 第1屆（1978年）至第13屆（1990年）参加 |
| 熊本縣   | 熊本電視台（TKU）     | 富士電視台系列       | 第2屆（1979年）至第4屆（1981年）参加  |
| 鹿兒島縣 | 鹿兒島電視台（KTS）   | 富士電視台系列       | 第1屆（1978年）至第16屆（1993年）参加 |

### 聯播情況
| 播出時間              | 節目名                | 轉播狀況 | 備註 |
| --------------------- | --------------------- | -------- | --- |
| 18:30 - 21:00左右     | PART1                 | 全國聯播 | 宮崎電視台在19:00停播，轉而聯播富士電視台。沖繩電視台不聯播。                                            |
| 21:00左右 - 23:00左右 | 電視劇                | 全國聯播 | 宮崎電視台在日後播出,沖繩電視台在次周周六的12:00-14:00播出。                                             |
| 23:00左右 - 凌晨1:45  | PART2                 | 全國聯播 | 宮崎電視台在《土曜プレミアム》結束後加入播放，沖繩電視台不聯播。 在PART2內的1:38 - 1:45播放『NNN新聞』。 |
| 1:45 - 4:00           | PART3                 | 全國聯播 | 沖繩電視台在節目播放途中加入聯播。                                                                       |
| 4:00 - 6:43           | PART4                 | 全國聯播 | 沖繩電視台在6：00開始不聯播。                                                                            |
| 6:43 - 6:55           | 『NNN News Sunday』   | 全國聯播 | 宮崎電視台與沖繩電視台不聯播。                                                                           |
| 6:55 - 8:45左右       | PART5                 | 全國聯播 | 宮崎電視台在7:30加入。                                                                                   |
| 8:45左右 - 9:45左右   | PART5                 | 地方節目 | 部分地方電視會播放獨自策劃的節目，和日本電視台聯播的居多。                                               |
| 9:45左右 - 11:17      | PART5                 | 全國聯播 | 沖繩電視台聯播。                                                                                         |
| 11:17 - 11:27         | 『NNN STRAIGHT NEWS』 | 全國聯播 | 大分電視台、宮崎電視台與沖繩電視台不聯播。                                                               |
| 11:27 - 12:27         | PART6                 | 地方節目 | 幾乎所有的電視台都會播放自己的策劃的節目，但也有與日本電視台聯播的。                                     |
| 12:27 - 16:54         | PART7                 | 全國聯播 | 沖繩電視台次日凌晨播放。                                                                                 |
| 16:54 - 16:59         | 『NNN新聞』           | 全國聯播 | 代替原本在周日播放的『真相報道』。 大分電視台、宮崎電視台與沖繩電視台不聯播。                            |
| 16:59 - 17:23         | PART8                 | 地方節目 | 幾乎所有的電視台都會播放自己的策劃的節目，但也有與日本電視台聯播的。                                     |
| 17:23 - 19:00         | PART9                 | 全國聯播 | 大分電視台、宮崎電視台與沖繩電視台不聯播。                                                               |
| 19:00 - 20:54         | PART10                | 全國聯播 | 大分電視台、宮崎電視台加入聯播。                                                                         |

## 歷史
日本電視台著名深夜節目《11PM》的工作人員都築忠彦，在觀看了毎年於美國拉斯維加斯舉辦的大型慈善節目《Jerry Lewis MDA Telethon》之後，他考慮參照該節目的模式計劃日本製作同樣的大型節目。他的建議獲得當時電視台的製作局長井原高忠的口頭答應而成功實現。結果本節目以《11PM》環節中的「巨泉的考案系列・世界的福祉特集」名義正式誕生。
- 第1屆（1978年）：以「日本電視台啟播25周年記念特別節目」開始播映。
  - 當時民放節目的贊助形式以單一公司贊助為主流，以多間公司為節目提供贊助的形式於當時遇到不少困難。加上當時日本電視台週末晚上黃金時段節目的贊助亦是固定，因此在電視台內反對製作節目的呼聲很多。當初節目預算只播映一次，但節目所籌得的善款比預期多，因此當時日本電視台社長小林與三次（日语：小林與三次）決定之後每年都繼續製作本節目[17]。
- 第2屆（1979年）：節目開始在熊本縣的熊本電視台播放。於靜岡縣地區的播放由靜岡縣民放送（現：靜岡朝日電視台）改為由靜岡第一電視台所負責。
- 第3屆（1980年）：首次使用日本武道館作為主要場地。首次由德光和夫擔任綜合司儀。
- 第4屆（1981年）：節目開始在長野縣的信州電視台播放。於新潟縣地區的播放由新潟綜合電視台改為由新潟電視台所負責。
- 第5屆（1982年）：於熊本縣地區的播放由熊本電視台改為由熊本縣民電視台所負責。
- 第6屆（1983年）：以「日本電視台啟播30周年記念特別節目」為題播映。
- 第7屆（1984年）：於長崎縣地區的播放，由至前一年的由長崎放送與長崎電視台互相播映改為全由長崎電視台所負責。
- 第11屆（1988年）：以「日本電視台啟播35周年記念特別節目」為題播映。
- 第13屆（1990年）：金澤電視台啟播，節目開始於石川縣播放。自此日本全都道府縣均會播映本節目的體制確立。
- 第14屆（1991年）：因日本武道館進行維修工程，加上電視台於8月底獨家播映1991年於日本舉行的世界田徑錦標賽（東京國立競技場），節目改為在7月下旬播映，並改用東京都廳舍為主要場地。但是，節目內容的重複化導致節目的善款額及收視率均變得低迷，為承擔責任，自節目開始以來均負責製作本節目的都築忠彦不再負責擔任節目的製作。此外自節目開始以來負責大部分配樂，以音樂監督身份參加的大野雄二同年之後亦離開了節目的製作。同年的平均收視率只得6.6%（收視率由Video Research對關東地區進行調查），是自過去以來的最低記錄。同時這年，節目於長崎縣地區的播放由長崎電視台改為由長崎國際電視台所負責。
- 第15屆（1992年）：節目進行革新，以提高節目的綜藝性。
  - 之前節目每單元的播映時間有清楚區分，當時改為作為整體一個節目而製作（開始於時間表展示上分成不同部分）。
  - 節目主題由強調慈善活動改為單一事物。
  - 開始舉辦慈善馬拉松。
  - 結束歌曲《故鄉》[1]誕生。之前由大野作曲，於節目内使用的節目主題曲旋律不再使用。
  - 節目結束時間改為星期日晚上20:00。
- 第16屆（1993年）：以「日本電視台啟播40周年記念特別節目」為題播映。
- 第17屆（1994年）：於鹿兒島縣地區的播放由鹿兒島電視台改為由鹿兒島讀賣電視台所負責。自此確立現今的轉播成員體制。
- 第21屆（1998年）：以「日本電視台啟播45周年記念特別節目」為題播映。
- 第24屆（2001年）：節目開始時間改為星期六晚上18:30。因擔任綜合司儀的德光和夫於同年6月因急性心肌梗塞做過手術，考慮到身體情況在星期六深夜至星期日中午的時段由三野文泰代為負責擔任綜合司儀。
- 第25屆（2002年）：節目結束時間改為星期日晚上20:54。之後除了一次之外，節目的播映時間為星期六18:30起至星期日20:54，約26小時半。
- 第26屆（2003年）：以「日本電視台啟播50周年記念特別節目」為題播映。
- 第27屆（2004年）：因雅典奧運的直播影響預定播映時間為星期六19:30至星期日21:24，但因為棒球比賽直播超時，再加上慈善馬拉松跑手抵達終點時間比預定時間為遲，結果節目最終的播映時間為星期六晚上19:45至星期日晚上21:34。
- 第28屆（2005年）：贊助企業由IY集團（現在的7&I控股）改為AEON。節目平均收視率達到自過去最高的19.0%（收視率由Video Research對關東地區進行調查）。
- 第29屆（2006年）：開始以高畫質製作。以前日本電視台著名的綜藝節目《天才·北野武的獲得精神電視!!（日语：天才・たけしの元気が出るテレビ!!）》中的受歡迎環節「高中生舞蹈甲子園」於本節目復活。
- 第30屆（2007年）：新主題曲「勇氣之形」誕生（但翌年之後沒有再使用）。結尾部分中的20:52，達到歷代最高的瞬間最高收視率43.9%（收視率由Video Research對關東地區進行調查）[18]。該一次節目獲得了全日本電視節目製作公司連盟（日语：全日本テレビ番組製作社連盟）的特別賞，在同年10月23日舉行的頒獎儀式上由萩本欽一與德光和夫領獎。
- 第31屆（2008年）：以「日本電視台啟播55周年記念特別節目」為題播映。
- 第32屆（2009年）：主要場地由日本武道館改為東京國際展示場。節目播映的星期日與第45屆日本眾議院議員總選舉投票日重疊，本節目結束後的晚上21:00播映了選舉特別節目[19]。投票結束1分鐘前的19:59開始，有6分鐘時間本節目中斷播放，播映票站調查速報，本節目再開後直至節目結束為止畫面同時展示即時的點票結果。因應播出選舉特別節目，節目的主要場地改到了東京國際展示場，以及很多地方頻道播映自家節目環節的時間亦減少了。
- 第34屆（2011年）：一直擔任綜合司儀的德光和夫成為了慈善馬拉松跑者。從此之後的司儀起用於同年3月尾退職日本電視台的主播羽鳥慎一。這一年因東日本大地震而提早了開始籌款的時間，結果籌得的善款超過了自第1屆（1978年）以來歷代最高的年間善款總額紀錄[20][21]。
- 第35屆（2012年）：節目結束時間改為星期日晚上21:09。
- 第36屆（2013年）：以「日本電視台啟播60周年記念特別節目」為題播映。節目結束時間再次改為星期日晚上20:54。
- 第37屆（2014年）：節目的最後部分（星期日19:00 - 20:54）的平均收視率達到自過去最高的31.5%（收視率由Video Research對關東地區進行調查）。
- 第41屆（2018年）：以「日本電視台啟播65周年記念特別節目」為題播映。
- 第42屆（2019年）：由於舉辦2019年世界柔道錦標賽和為了隔年的2020年夏季奧運・帕運所需要之改裝事宜，主要場地改至兩國國技館。水卜麻美被選為慈善馬拉松跑者，為史上首位現任主播・節目主持人。
- 第43屆（2020年）：繼上一屆，兩國國技館為主要場地。由於COVID-19疫情擴大，節目大受影響。現場轉播並無觀眾進場。
- 第44屆（2021年）：繼上一屆，兩國國技館為主要場地。現場轉播並無觀眾進場。
- 第45屆（2022年）：繼上一屆，兩國國技館為主要場地。睽違3年，再度有觀眾進場。
- 第46屆（2023年）：日本電視台開播70週年特別節目。本屆主要場地仍是兩國國技館。

## 每屆的播映概要
- 註：收視率來自Video Research對關東地區的調查。

| 屆 | 播映日                 | 主題                                                                                              | 綜合司儀                          | 主要主持人                                                                                                 | 慈善主持人                     | 節目名人            | 支持者及其他 | 慈善馬拉松跑手                                                                                     | 主要會場        | 善款總額          | 平均 收視率 |
| -- | ---------------------- | ------------------------------------------------------------------------------------------------- | --------------------------------- | --- | ------------------------------ | ------------------- | --- | -------------------------------------------------------------------------------------------------- | --------------- | ----------------- | ----------- |
| 1  | 1978年 8月26・27日     | 讓長期臥床的老人能夠洗澡！ 讓殘障人士擁有復康巴士和輪椅！                                         | 萩本欽一 大竹忍 大橋巨泉 竹下景子 | - | 粉紅淑女                       | -                   | - | -                                                                                                  | 郵便貯金 大廳   | 1,190,118,399日圓 | 15.6%       |
| 2  | 1979年 8月25・26日     | 讓長期臥床的老人能夠洗澡！ 讓殘障人士擁有復康巴士和輪椅！                                         | 萩本欽一 黑柳徹子 國弘正雄        | - | 德光和夫 粉紅淑女              | -                   | - | -                                                                                                  | 日本青年館      | 727,657,482日圓   | 11.5%       |
| 3  | 1980年 8月30・31日     | 為了柬埔寨・越南・老撾的難民們！                                                                  | 萩本欽一 德光和夫                 | - | 石野真子                       | -                   | - | -                                                                                                  | 日本武道館      | 982,293,333日圓   | 10.8%       |
| 4  | 1981年 8月22・23日     | 為了亞洲・非洲的殘障人士！ 國際殘疾人年記念                                                       | 德光和夫 見城美枝子               | - | 萩本欽一 宮崎美子              | -                   | - | -                                                                                                  | 日本武道館      | 885,191,232日圓   | 11.3%       |
| 5  | 1982年 8月21・22日     | 停止！捨棄日本老婆婆的時代！                                                                      | 德光和夫                          | - | 萩本欽一 星野知子 岩崎宏美     | -                   | - | -                                                                                                  | 日本武道館      | 605,736,459日圓   | 8.2%        |
| 6  | 1983年 8月20・21日     | 你是地球的志願者！ 非洲飢荒緊急援助！ 世界交流記念                                                | 德光和夫                          | - | 萩本欽一 齊藤慶子 齊藤祐子     | -                   | - | -                                                                                                  | 日本武道館      | 1,036,578,114日圓 | 10.5%       |
| 7  | 1984年 8月18・19日     | 殘障者這個地球的未來是孩子們的東西！                                                              | 德光和夫 澤田亞矢子               | - | 萩本欽一                       | -                   | - | -                                                                                                  | 日本武道館      | 805,085,881日圓   | 8.0%        |
| 8  | 1985年 8月24・25日     | 非洲飢荒救援                                                                                      | 德光和夫 陳美齡                   | - | 小泉今日子                     | -                   | - | -                                                                                                  | 日本武道館      | 1,013,429,697日圓 | 10.7%       |
| 9  | 1986年 8月23・24日     | 讓長期臥床的老人能夠洗澡！ 讓殘障人士擁有復康巴士和輪椅！ 並且為了亞洲・非洲受饑荒的小朋友！      | 德光和夫 陳美齡                   | - | 澤口靖子                       | -                   | - | -                                                                                                  | 日本武道館      | 749,355,128日圓   | 8.9%        |
| 10 | 1987年 8月22・23日     | SAVE THE CHILDREN                                                                                 | 德光和夫 陳美齡                   | - | 菊池桃子                       | -                   | - | -                                                                                                  | 日本武道館      | 885,465,365日圓   | 7.7%        |
| 11 | 1988年 8月27・28日     | 你是地球的志願者 讓長者擁有在家社會福利 讓殘疾人士融入社會！                                      | 德光和夫 陳美齡 久和瞳 小牧尤加   | - | 後藤久美子                     | -                   | - | -                                                                                                  | 日本武道館      | 787,437,001日圓   | 7.8%        |
| 12 | 1989年 8月26・27日     | 向亞洲・非洲的 小孩子進行海外援助！                                                               | 德光和夫 陳美齡 和田秋子 渡邊徹   | - | 南野陽子                       | -                   | - | -                                                                                                  | 日本武道館      | 662,211,879日圓   | 11.6%       |
| 13 | 1990年 8月25・26日     | 拯救地球！10年計劃                                                                                | 德光和夫 陳美齡 山田邦子 渡辺徹   | - | 宮澤理惠 南野陽子              | -                   | - | -                                                                                                  | 日本武道館      | 806,551,220日圓   | 8.5%        |
| 14 | 1991年 7月27・28日     | 雲仙・普賢岳災害救援！ 讓長期臥床的長者能夠洗澡！ 讓殘疾人士融入社會！ 向亞洲・非洲進行海外援助！ | 渡辺徹 森口博子 德光和夫 福留功男 | - | 宮澤理惠 西田光 畠田理惠       | -                   | - | -                                                                                                  | 東京都廳舍      | 883,192,270日圓   | 6.6%        |
| 15 | 1992年 8月29・30日     | 以愛的歌聲拯救地球                                                                                | 德光和夫 楠田枝里子               | - | 觀月亞里莎                     | DOWNTOWN            | - | 間寛平                                                                                             | 日本武道館      | 957,702,743日圓   | 17.2%       |
| 16 | 1993年 8月21・22日     | 相遇                                                                                              | 德光和夫 楠田枝里子               | - | 赤井英和 裕木奈江              | 松村邦洋 松本明子   | - | 間寛平                                                                                             | 日本武道館      | 853,389,423日圓   | 15.9%       |
| 17 | 1994年 8月20・21日     | 挑戰!                                                                                             | 德光和夫 楠田枝里子               | - | 牧瀨里穗                       | 中山秀征 酒井法子   | - | 鴕鳥俱樂部                                                                                         | 日本武道館      | 788,460,358日圓   | 14.7%       |
| 18 | 1995年 8月26・27日     | 再一次，挑戰                                                                                      | 德光和夫 永井美奈子               | - | 鈴木杏樹                       | SMAP 久本雅美       | - | 間寛平                                                                                             | 日本武道館      | 1,056,798,341日圓 | 16.9%       |
| 19 | 1996年 8月24・25日     | ONE LOVE 〜連接起來！這一個愛〜                                                                   | 德光和夫 永井美奈子               | - | 瀨戶朝香                       | 間寛平 江角真紀子   | - | 赤井英和                                                                                           | 日本武道館      | 909,012,004日圓   | 14.1%       |
| 20 | 1997年 8月23・24日     | 使出你的勇氣                                                                                      | 德光和夫 永井美奈子               | - | 飯島直子                       | KinKi Kids 加藤紀子 | - | 山口達也                                                                                           | 日本武道館      | 960,303,779日圓   | 15.5%       |
| 21 | 1998年 8月22・23日     | 現在，開始                                                                                        | 德光和夫 笛吹雅子                 | - | 廣末涼子                       | TOKIO               | - | 森田剛                                                                                             | 日本武道館      | 908,938,502日圓   | 12.0%       |
| 22 | 1999年 8月21・22日     | 想傳達的…夢的力量！                                                                               | 德光和夫 笛吹雅子                 | - | SPEED                          | -                   | KONISHIKI 爆笑問題 | 錦野旦                                                                                             | 日本武道館      | 877,487,670日圓   | 13.9%       |
| 23 | 2000年 8月19・20日     | 努力…為了你！                                                                                     | 德光和夫 笛吹雅子                 | - | RIKACO 藤井隆                  | V6                  | NINETY-NINE 早安少女組 | 北村雅英                                                                                           | 日本武道館      | 768,442,030日圓   | 14.7%       |
| 24 | 2001年 8月18・19日     | 家庭到底是甚麼?                                                                                   | 德光和夫 松本忍                   | - | 早安少女組                     | 今田耕司            | 江成和己 | 研直子                                                                                             | 日本武道館      | 846,047,659日圓   | 15.7%       |
| 25 | 2002年 8月17・18日     | 你的家庭在笑著嗎…?                                                                                | 德光和夫 松本忍                   | - | 早安少女組                     | 雨後敢死隊          | 石塚英彦 江成和己 小杉健 | 西村知美                                                                                           | 日本武道館      | 765,705,996日圓   | 15.4%       |
| 26 | 2003年 8月23・24日     | 你最疼愛的人…                                                                                     | 德光和夫 松本忍                   | TOKIO | -                              | -                   | 柴田理惠 石塚英彦 舞之海秀平 奧賽羅                                                                                                | 山田花子                                                                                           | 日本武道館      | 776,638,125日圓   | 15.6%       |
| 27 | 2004年 8月21・22日     | 你的夢亦是大家的夢                                                                                | 德光和夫 松本忍                   | 嵐 | -                              | -                   | 東山紀之 奧賽羅 曙太郎 石塚英彦 | 杉田薰                                                                                             | 日本武道館      | 719,045,124日圓   | 11.7%       |
| 28 | 2005年 8月27・28日     | 活著                                                                                              | 德光和夫 西尾由佳理               | 草彅剛 香取慎吾                                                                                            | -                              | -                   | Kya-In Garage Sale UNGIRLS 磯野貴理子 小池榮子 菊川怜 青木沙也加                                                                   | 丸山和也                                                                                           | 日本武道館      | 1,000,346,999日圓 | 19.0%       |
| 29 | 2006年 8月26・27日     | 羈絆 〜如今、我們能做得到的事                                                                     | 德光和夫 西尾由佳理               | KAT-TUN | 篠原涼子                       | 久本雅美 奶油濃湯   | 柴田理恵 次長課長 綾小路君麻呂 小池榮子                                                                                            | UNGIRLS                                                                                            | 日本武道館      | 940,682,462日圓   | 17.7%       |
| 30 | 2007年 8月18・19日     | 將人生改變的瞬間                                                                                  | 德光和夫 西尾由佳理               | 瀧與翼 | 黑木瞳 新庄剛志                | 小崇小敏            | - | 萩本欽一                                                                                           | 日本武道館      | 1,015,442,574日圓 | 18.6%       |
| 31 | 2008年 8月30・31日     | 起誓 〜最重要的約定〜                                                                             | 德光和夫 西尾由佳理               | 嵐 | 仲間由紀惠                     | 久本雅美 Tutorial   | - | 江戶晴美                                                                                           | 日本武道館      | 1,083,666,922日圓 | 18.6%       |
| 32 | 2009年 8月29・30日     | START! 〜向前邁出一步〜                                                                           | 德光和夫 西尾由佳理               | NEWS | 菅野美穗                       | 海王星 Becky        | - | 井本絢子                                                                                           | 東京 國際展示場 | 951,081,316日圓   | 16.8%       |
| 33 | 2010年 8月28・29日     | 感謝 〜如今，想要告訴給那個人〜                                                                   | 德光和夫 西尾由佳理               | TOKIO | 米倉涼子                       | 森三中 AKB48        | - | 春菜愛                                                                                             | 日本武道館      | 974,028,568日圓   | 15.8%       |
| 34 | 2011年 8月20・21日     | 力量 〜我，是重要的一個人。〜                                                                     | 羽鸟慎一 西尾由佳理               | 關西傑尼斯8                                                                                                | 堀北真希                       | 宮川大輔 井本絢子   | 黑木瞳 真矢美季 | 德光和夫                                                                                           | 日本武道館      | 1,986,414,252日圓 | 17.1%       |
| 35 | 2012年 8月25・26日     | 未来                                                                                              | 羽鳥慎一 鈴江奈奈                 | 嵐 | 新垣結衣                       | 小崇小敏            | - | 佐佐木健介與北斗晶 家庭                                                                            | 日本武道館      | 1,168,471,704日圓 | 17.2%       |
| 36 | 2013年 8月24・25日     | 日本是…? 〜這個國家的人們〜                                                                       | 羽鳥慎一 桝太一                   | 嵐 | 上戶彩                         | -                   | 德光和夫 間寛平 | 大島美幸                                                                                           | 日本武道館      | 1,545,226,444日圓 | 18.1%       |
| 37 | 2014年 8月30・31日     | 渺小的奇蹟，巨大的奇蹟                                                                            | 羽鳥慎一 水卜麻美                 | 關西傑尼斯8                                                                                                | 杏                             | -                   | 德光和夫 太川陽介 片岡愛之助 木村佳乃 宮迫博之 後藤輝基 船梨精                                                                     | 城島茂                                                                                             | 日本武道館      | 936,955,640日圓   | 17.3%       |
| 38 | 2015年 8月22・23日     | 連繫 〜超越時間的笑容〜                                                                           | 羽鳥慎一 水卜麻美                 | V6] Hey! Say! JUMP                                                                                         | 松下奈緒                       | -                   | 徳光和夫 間寬平 小崇小敏 針千本 | DAIGO                                                                                              | 日本武道館      | 856,728,209日圓   | 15.4%       |
| 39 | 2016年 8月27・28日     | 愛 〜這是我的生存之道〜                                                                           | 羽鳥慎一 水卜麻美                 | NEWS] | 波瑠                           | 東方收音機          | 德光和夫 今田耕司 | 林家たい平                                                                                         | 日本武道館      | 887,482,001日圓   | 15.4%       |
| 40 | 2017年 8月26・27日     | 告白 〜使出勇氣傳達〜                                                                             | 羽鳥慎一 水卜麻美                 | 櫻井翔（嵐） 龜梨和也（KAT-TUN） 小山慶一郎（NEWS）                                                        | 石原聰美                       | Sunshine池崎 みやぞ | 萩本欽一 黑柳徹子 德光和夫 HIROMI 梅澤富美男 東野幸治 桝太一 指原莉乃 Blouson知惠美 DAIGO 宮川大輔 後藤輝基 PECO&RYUCHELL 佐藤栞里 | Blouson知惠美                                                                                      | 日本武道館      | 699,153,512日圓   | 18.6%       |
| 41 | 2018年 8月25・26日     | 改變我人生的人                                                                                    | 羽鳥慎一 水卜麻美                 | Sexy Zone                                                                                                  | 木村佳乃                       | 三明治人            | 德光和夫 南原清隆 出川哲朗 坂上忍 Cookie                                                                                           | Miyazon                                                                                            | 日本武道館      | 893,767,362日圓   | 15.2%       |
| 42 | 2019年 8月24・25日     | 人與人 ～共同走向新時代～                                                                         | 羽鳥慎一 水卜麻美                 | 嵐 | 淺田真央                       | -                   | 德光和夫 | 近藤春菜（針千本） 淑子（加油路亞） 水卜麻美 伊藤麻子                                              | 兩國國技館      | 1,550,158,595日圓 | 16.5%       |
| 43 | 2020年 8月22・23日     | 行動                                                                                              | 羽鳥慎一 水卜麻美                 | 井之原快彥（V6） 増田貴久（NEWS） 北山宏光（Kis-My-Ft2） 重岡大毅（Johnny's WEST） 岸優太（King & Prince） | -                              | -                   | 德光和夫 | 高橋尚子 土屋太鳳 吉田沙保里 陣内貴美子 松本薫 野口水木                                            | 兩國國技館      | 866,269,827日圓   | 15.5%       |
| 44 | 2021年 8月21・22日     | 想法〜世界一定會改變。                                                                            | 羽鳥慎一 水卜麻美                 | King & Prince                                                                                              | 菅野美穗                       | -                   | 德光和夫 巧克力星球 | 岸優太 水谷隼 荒川靜香 川井梨紗子 川井友香子 五郎丸步 田中理惠 長谷惠穗積 丸山桂里奈 林咲希 城島茂 | 兩國國技館      | 886,214,435日圓   | 12.0%       |
| 45 | 2022年 8月27・28日     | 想見你                                                                                            | 羽鳥慎一 水卜麻美                 | 二宮和也（嵐） 中丸雄一（KAT-TUN） 山田涼介（Hey!Say!JUMP） 菊池風磨（Sexy Zone）                          | -                              | -                   | 德光和夫 | 兼近大樹                                                                                           | 兩國國技館      | 966,889,921日圓   | 13.8%       |
| 46 | 2023年 8月26・27日     | 明日のために、今日つながろう。                                                                    | 羽鳥慎一 水卜麻美                 | 浪花男子                                                                                                   | 蘆田愛菜 小泉孝太郎 有働由美子 | -                   | 德光和夫 | HIROMI                                                                                             | 兩國國技館      | 821,008,847日圓   | 11.3%       |
| 47 | 2024年 8月31日・9月1日 | 愛は地球を救うのか?                                                                               | 羽鳥慎一 水卜麻美 上田晉也        | - | -                              | -                   | - | YASUKO                                                                                             | 兩國國技館      | 1,510,951,707日圓 | 12.5%       |
| 48 | 2025年 8月30日・31日   | あなたのことを教えて                                                                              | 羽鳥慎一 水卜麻美 上田晉也        | | 濱邊美波                       |                     | | 橫山裕                                                                                             | 兩國國技館      |                   |             |

## 主要單元

### 慈善馬拉松
第15屆（1992年）節目改革之後毎年實施的項目。
日本時間星期六晚上七時左右馬拉松開跑，目標是在星期日晚上節目結束之前到達日本武道館跑畢全程。所行走的距離取決於慈善馬拉松跑手的年齡及體力，基本上多以100公里程度的距離上下增減。在長途的行走距離及極端的天氣條件之下，為以策萬全，於路程途中亦會安排陪跑跑手、休息地點及支援體制予該慈善馬拉松跑手。馬拉松訓練員坂本雄次將基於馬拉松跑手的體力於正式馬拉松前及馬拉松期間一直提供支援。此外，贊助此慈善馬拉松的企業New Balance亦會提供合適跑鞋予該慈善馬拉松跑手。
首次實施慈善馬拉松的第15屆（1992年），因為事前官方公開了跑手的出發地點，沿路到場圍觀的公眾妨礙了附近交通，結果馬拉松要中途結束。因此翌年之後，跑手的出發地點予以保密並不對外公開。
自第28屆（2005年）起，日本電視台旗下的日本電台會隨時直播報道馬拉松實況。自第29屆（2006年）之後，日本電視台的網絡電視「日視自選服務」會以一小時一次的形式授權點播馬拉松情況的獨家影像。
有時候馬拉松並不能於節目播出時間内完成，但是節目時間不會延長，而是會於節目完結後安排播出特別節目繼續報道實況。自第28屆（2005年）之後，節目完結後會播映《超人氣法律諮詢事務所》的直播特別篇，於節目時間内未能完成的馬拉松衝線及之前部份會於此節目中繼續直播。
節目完結後翌日（星期一），電視台晚上會播出慈善馬拉松的紀錄片，內容包括由決定慈善馬拉松跑手人選的一刻起，至慈善馬拉松跑手的訓練情況，以至到正式馬拉松時的幕後情況等等已收錄的片段。2005年及自2008年起該紀錄片以特別節目《24小時馬拉松的裡面》於日本時間星期一晚上九至十一時播出。此外節目當日的文摘亦會於星期一的新聞節目、情報節目中播出。
有關慈善馬拉松跑手人選的決定時間，例如萩本欽一（2007年）是於前一年年中已經決定，而江戶晴美及井本絢子則於節目播出前2個月才決定，因而不同馬拉松跑手為馬拉松而進行的練習時間亦有很大差異。
而有關慈善馬拉松跑手人選的公佈方面，一般會於負責製作當年24小時電視的工作人員平日所製作的節目內公佈，以該節目公佈跑手人選的一集亦通常會有當年主持24小時電視的「主要名人」及「慈善名人」參與。公佈人選的該一集節目亦常以直播形式播出。

#### 歷代慈善馬拉松跑手的年齡及行走距離
| 播映屆（播映年） | 慈善馬拉松跑手          | 當時年齡                                                           | 行走距離      |
| ---------------- | ----------------------- | ------------------------------------------------------------------ | ------------- |
| 第15屆（1992年） | 間寛平                  | 43歲                                                               | 153 km        |
| 第16屆（1993年） | 間寛平                  | 44歲                                                               | 200 km        |
| 第17屆（1994年） | 鴕鳥俱樂部              | 肥後克廣：31歲 寺門義人：31歲 上島龍兵：33歲                       | 100 km        |
| 第18屆（1995年） | 間寛平                  | 46歲                                                               | 600 km        |
| 第19屆（1996年） | 赤井英和                | 37歲                                                               | 100 km        |
| 第20屆（1997年） | 山口達也（TOKIO）       | 25歲                                                               | 100 km        |
| 第21屆（1998年） | 森田剛（V6）            | 19歲                                                               | 100 km        |
| 第22屆（1999年） | 錦野旦                  | 50歲                                                               | 110 km        |
| 第23屆（2000年） | 北村雅英                | 40歲                                                               | 150 km        |
| 第24屆（2001年） | 研直子                  | 48歲                                                               | 85 km         |
| 第25屆（2002年） | 西村知美                | 31歲                                                               | 100 km        |
| 第26屆（2003年） | 山田花子                | 28歲                                                               | 110 km        |
| 第27屆（2004年） | 杉田薰                  | 39歲                                                               | 100 km        |
| 第28屆（2005年） | 丸山和也                | 59歲                                                               | 100 km        |
| 第29屆（2006年） | UNGIRLS                 | 田中卓志：30歲 山根良顯：30歲                                      | 100 km        |
| 第30屆（2007年） | 萩本欽一                | 66歲                                                               | 70 km         |
| 第31屆（2008年） | 江戶晴美                | 非公開                                                             | 113 km        |
| 第32屆（2009年） | 井本絢子                | 23歲                                                               | 126.585 km    |
| 第33屆（2010年） | 春菜愛                  | 38歲                                                               | 85 km         |
| 第34屆（2011年） | 德光和夫                | 70歲                                                               | 63.2 km       |
| 第35屆（2012年） | 佐佐木健介與北斗晶家庭  | 佐佐木健介：46歲 北斗晶：45歲 佐佐木健之介：13歲 佐佐木誠之介：9歲 | 合計 120 km   |
| 第36屆（2013年） | 大島美幸（森三中）      | 33歲                                                               | 88 km         |
| 第37屆（2014年） | 城島茂（TOKIO）         | 43歲                                                               | 101 km        |
| 第38屆（2015年） | DAIGO                   | 37歲                                                               | 100 km        |
| 第39屆（2016年） | 林家大平                | 51歲                                                               | 100.5 km      |
| 第40屆（2017年） | Blouson知惠美           | 27歲                                                               | 90km          |
| 第41屆（2018年） | みやぞん（ANZEN漫才）   | 33歲                                                               | 161.95km      |
| 第42屆（2019年） | 近藤春菜                | 36歲                                                               | 合計 148.78km |
| 第42屆（2019年） | よしこ                  | 28歲                                                               | 合計 148.78km |
| 第42屆（2019年） | 水卜麻美                | 32歲                                                               | 合計 148.78km |
| 第42屆（2019年） | 伊藤麻子                | 49歲                                                               | 合計 148.78km |
| 第43屆（2020年） | 高橋尚子                | 48歲                                                               | 合計 236km    |
| 第43屆（2020年） | 土屋太鳳                | 25歲                                                               | 合計 236km    |
| 第43屆（2020年） | 吉田沙保里              | 37歲                                                               | 合計 236km    |
| 第43屆（2020年） | 陣内貴美子              | 56歲                                                               | 合計 236km    |
| 第43屆（2020年） | 松本薫                  | 32歲                                                               | 合計 236km    |
| 第43屆（2020年） | 野口水木                | 42歲                                                               | 合計 236km    |
| 第44屆（2021年） | 岸優太（King & Prince） | 25歲                                                               | 合計 100km    |
| 第44屆（2021年） | 水谷隼                  | 32歲                                                               | 合計 100km    |
| 第44屆（2021年） | 荒川靜香                | 39歲                                                               | 合計 100km    |
| 第44屆（2021年） | 川井梨紗子              | 26歲                                                               | 合計 100km    |
| 第44屆（2021年） | 川井友香子              | 39歲                                                               | 合計 100km    |
| 第44屆（2021年） | 五郎丸步                | 34歲                                                               | 合計 100km    |
| 第44屆（2021年） | 田中理惠                | 35歲                                                               | 合計 100km    |
| 第44屆（2021年） | 長谷惠穗積              | 40歲                                                               | 合計 100km    |
| 第44屆（2021年） | 丸山桂里奈              | 38歲                                                               | 合計 100km    |
| 第44屆（2021年） | 林咲希                  | 26歲                                                               | 合計 100km    |
| 第44屆（2021年） | 城島茂（TOKIO）         | 50歲                                                               | 合計 100km    |
| 第45屆（2022年） | 兼近大樹                | 31歲                                                               | 100km         |
| 第46屆（2023年） | HIROMI                  | 58歲                                                               | 102.3km       |
| 第47屆（2024年） | YASUKO                  | 25歲                                                               | 81km          |
| 第48屆（2025年） | 橫山裕                  | 44歲                                                               |               |

注釋
1. ↑  於第29屆（2006年）、第30屆（2007年）、第36屆（2013年）、第37屆（2014年）之中挑戰了十項全能的日本記錄。
2. ↑  原本預定行走200公里，但因圍觀市民阻礙交通而中途放棄。
3. ↑  於節目時間之中所跑的最長距離。
4. ↑  由兵庫縣神戶市到日本武道館之間用一星期行走。
5. ↑  以「連接起來吧！愛的肩帶接力 縱貫日本列島3600公里」為題實行的600人肩帶接力馬拉松。南北兩隊跑手會合之後，再由赤井再跑最後的100公里。
6. ↑  最年少的一位單獨跑手。
7. ↑  首位的女性跑手。
8. ↑  最年長的一位女性跑手。
9. ↑  單獨女性跑手所跑的最短距離。
10. ↑  因出演當時，官方個人檔案並不公開年齡，所以本欄寫作「非公開」。後來官方公開出生年份，因而得知馬拉松當時年齡為44歲。
11. ↑  最年少女性跑手。
12. ↑  女性跑手之中所跑的最長距離。距離是正式馬拉松賽事距離（42.195 公里）的三倍。終點在東京國際展示場。
13. ↑  首位的變性人跑手。
14. ↑  節目史上最年長跑手。
15. ↑  單獨跑手所跑的最短距離。
16. ↑  家族4人的馬拉松傳遞。
17. ↑  節目史上最年少跑手。
18. ↑  隨著4人（500米）→ 健介（61.6公里）→ 健之介（6公里）→ 誠之介（4公里）→ 北斗（47.9公里）的順序而跑。
19. ↑  以「47都道府縣 連繫感情的肩帶接力」為題進行全國的肩帶接力馬拉松。南北兩路會合之後，最後由DAIGO完成最後的100公里路程。
20. ↑  首次馬拉松節目當天開播一個小時後公告。
21. ↑  首次以鐵人三項的形式。游泳1.55km → 腳踏車60.4km → 跑步100km。
22. ↑  近藤春菜：32.195km → よしこ：32.195km → 水卜麻美：42.195km → 伊藤麻子：42.195km。
23. ↑  高橋尚子：116km → 土屋太鳳：30km → 吉田沙保里：25km → 陣内貴美子：10km → 松本薫：15km → 野口水木子：40km。
24. ↑  一組10km，共10組。川井姊妹2人一組。
25. ↑  睽違4年的單獨跑者。
26. ↑  因颱風的關係，改於日產體育場場內跑道跑75圈（30km），之後朝著主會場兩國國技館跑去（51km）。

### 特備電視劇
第3屆（1980年）開始播映，於星期六晚上約九時左右開始至晚上十一時左右，播映約兩小時。
多數作品都是主人公對抗稀有疾病的故事及非虛構作品。2000年代之後擔任電視劇主演的，多是節目「主要名人」所屬團體中的成員。
節目内此單元以旁白解説形式播放（旁白解説由石丸博也擔任）。而且電視劇亦會同時提供字幕播放。
於電視劇播放當中會播映數次廣告，而廣告前後則會報告慈善馬拉松跑手的情況。
翌日星期日的中午之前，劇中主角所演的實際人物的家族、同伴將會到達主要會場，並播映故事原作的真實故事有關的紀錄片《24小時電視特備電視劇 真實的物語》。
未有同時播放特備電視劇的宮崎電視台及沖繩電視台，將會於日後其他時間播出。
2009年10月28日，包含由第29屆（2006年）的《勇氣》至第32屆（2009年）的《難以忘記哥哥的事》共4年的電視劇DVD正式發售。第33屆（2010年）之後的作品亦依次DVD化，銷售額的一部分亦會捐作善款之用。
| 播映屆（播映年） | 標題                                                                                                  | 主演                           | 共演                                                            | 劇本                 | 原作               | 收視率 |
| ---------------- | --- | ------------------------------ | --------------------------------------------------------------- | -------------------- | ------------------ | ------ |
| 第3屆（1980年）  | 《織機之音》                                                                                          | 森繁久彌・北林谷榮             | 大竹忍、笠智衆 等                                               | 倉本聰               | -                  | -      |
| 第4屆（1981年）  | 《一個・生命》                                                                                        | 大原麗子                       | 山田吾一、荻島真一、千秋實 等                                   | -                    | 新藤兼人           | -      |
| 第5屆（1982年）  | 《為了三個人的攻擊！》                                                                                | 若尾文子                       | 笠智衆、西山浩司、村瀨幸子 等                                   | -                    | 武田和子           | -      |
| 第6屆（1983年）  | 《黑雨・姪女的結婚》                                                                                  | 森繁久彌                       | 奈良岡朋子、下元勉、宮口精二、小倉一郎、原緋紗子 等             | 高橋玄洋             | 井伏鱒二           | -      |
| 第7屆（1984年）  | 《再見了 擦去眼淚之後》                                                                               | 古手川祐子                     | 山岡久乃、永島敏行、渡邊篤史、磯崎洋介、井川比佐志 等           | 寺内小春             | -                  | -      |
| 第8屆（1985年）  | 《甚麼時候的那一日》                                                                                  | 大坂志郎                       | 赤木春惠、渡邊徹、岸本加世子 等                                 | 橋田壽賀子           | -                  | -      |
| 第9屆（1986年）  | 《親事・結婚・在那之前X》                                                                             | 澤口靖子                       | 星由里子、濱村純、森本玲夫、中村伸郎 等                         | 小山内美江子         | -                  | -      |
| 第10屆（1987年） | 《輪椅上的新娘》                                                                                      | 國生小百合                     | 京本政樹、久我美子、南田洋子、葛茲石松 等                       | 重森孝子             | 鈴木喜代美         | -      |
| 第10屆（1987年） | 《繼續活著的時候》                                                                                    | 松坂慶子                       | 根津甚八、南美江、細川俊之 等                                   | 佐佐木守             | 早瀨圭一           | -      |
| 第11屆（1988年） | 《二十歳・想再活長一些》                                                                              | 澤口靖子                       | 、阿部寛、井田州彦、岡本舞 等                                   | 井澤滿・水島總       | 福嶋明江           | -      |
| 第12屆（1989年） | 《即使呼喊著……也聽不見！》                                                                            | 齊藤由貴                       | 工藤靜香、北林谷榮、岸田今日子、石黑賢 等                       | 佐佐木守             | 小野卓司           | -      |
| 第13屆（1990年） | 《一直看得見的晴空！ 盲導犬快樂號的大冒險》                                                           | 南野陽子・和久井映見           | 龍雷太、香山美子、伊原剛志 等                                   | 今野勉               | -                  | -      |
| 第14屆（1991年） | 《在天亮之前 惠子的選擇》                                                                             | 岸本加世子                     | 神田正輝、布川敏和、平野陽子、齊藤怜子 等                       | 菊池有起             | -                  | -      |
| 第20屆（1997年） | 《所謂勇氣之事》                                                                                      | 堂本光一 （KinKi Kids）        | 菅野美穗、風間杜夫、井之原快彥、高嶋政宏、間寛平 等             | 松原敏春             | -                  | 26.3%  |
| 第21屆（1998年） | 《心之扉》                                                                                            | 瀧澤秀明 （瀧與翼）            | 國分太一、風吹純、橋爪功、内山理名、宮地雅子、八嶋智人 等       | 石塚喜之             | -                  | 18.6%  |
| 第24屆（2001年） | 《最後的暑假》                                                                                        | 安倍夏美 （早安少女組）        | 保田圭、石川梨華、三宅裕司、中村俊介、塚本高史、大竹忍 等       | 水橋文美江           | -                  | 24.7%  |
| 第25屆（2002年） | 《爸爸的夏日祭祀》                                                                                    | 石川梨華（早安少女組）・渡邊謙 | 矢口真里、加護亞依、吉澤悠、風吹純 等                           | 水橋文美江           | 森脇佐和子         | 19.9%  |
| 第26屆（2003年） | 《兩個人 我們選擇的路》                                                                               | 長瀨智也 （TOKIO）             | 深田恭子、松浦亞彌、宮崎美子、内藤剛志、渡邊徹、姜暢雄 等       | 水橋文美江           | 鎌形睦美           | 23.3%  |
| 第27屆（2004年） | 《爸爸的海、我的天空》                                                                                | 瀧澤秀明 （瀧與翼）            | 山崎努、高橋惠子、宮崎葵、北村和夫、相島一之、安倍麻美 等       | 寺田敏雄             | -                  | 14.0%  |
| 第28屆（2005年） | 《小小駕駛員 最後的夢》                                                                               | 阿部寛                         | 和久井映見、中島裕翔、田山涼成、余貴美子、草彅剛 等             | 寺田敏雄             | -                  | 26.6%  |
| 第29屆（2006年） | 《勇氣》                                                                                              | 龜梨和也 （KAT-TUN）           | 優香、小栗旬、吹石一惠、由紀沙織、山口達也、上地雄輔 等         | 水橋文美江・山岡真介 | 岸川悦子           | 22.7%  |
| 第30屆（2007年） | 《你給我的夏天》                                                                                      | 瀧澤秀明 （瀧與翼）            | 深田恭子、夏八木勲、戶田惠子、鈴木杏樹、勝村政信、加藤清史郎 等 | 吉田智子             | 山崎敏子           | 23.3%  |
| 第31屆（2008年） | 《把我的腳給爸爸》                                                                                    | 松本潤 （嵐）                  | 香里奈、石原良純、畠山彩奈、正名僕蔵、渡邊惠理、松重豐 等       | 山岡真介             | 山口隼人           | 25.6%  |
| 第32屆（2009年） | 《難以忘記哥哥的事》                                                                                  | 錦戶亮 （NEWS）                | 田中麗奈、山田涼介、白川由美、陣内孝則、黑木瞳 等               | 遊川和彥             | 川上真澄           | 20.5%  |
| 第33屆（2010年） | 《美穗的小酒窩》                                                                                      | 廣末涼子・ 長瀨智也（TOKIO）   | 福田麻由子、木村真那月、田中美佐子 等                           | 吉本昌弘             | 岡田典子           | 19.9%  |
| 第34屆（2011年） | 《只要活著就好》                                                                                      | 村上信五 （關西傑尼斯8）       | 田中麗奈、涉谷昴、井本絢子、高畑淳子、生瀨勝久 等               | 篠崎繪里子           | 玉元榮作           | 22.2%  |
| 第35屆（2012年） | 《坐着輪椅的我翱翔天空》                                                                              | 二宮和也 （嵐）                | 藥師丸博子、上戶彩、池松壯亮、鈴木福、伊勢谷友介 等             | 寺田敏雄             | 長谷川泰三         | 23.8%  |
| 第36屆（2013年） | 《作別於今日》                                                                                        | 大野智 （嵐）                  | 深田恭子、山田涼介、木村文乃、Mimula、岸本加世子、三浦友和 等   | 橋部敦子             | 幸和也             | 23.4%  |
| 第37屆（2014年） | 《小花的味噌湯》                                                                                      | 大倉忠義 （關西傑尼斯8）       | 尾野真千子、蘆田愛菜、片岡鶴太郎、真野響子、田中裕子 等         | 西田征史             | 安武信吾・千惠・花 | 22.3%  |
| 第38屆（2015年） | 《媽媽 我沒事》                                                                                       | 山田涼介 （Hey! Say! JUMP）    | 增田貴久、井之原快彥、間宮祥太朗、安田成美、赤井英和 等         | 水橋文美江           | 清水久美子         | 20.2%  |
| 第39屆（2016年） | 《失明的淑則老師 用心看見光明》                                                                       | 加藤成亮 （NEWS）              | 澤尻英龍華等                                                    | 水橋文美江           | 新井淑則           | 20.5 % |
| 第40屆（2017年） | 《創造時代的男人 阿久悠物語》 時代をつくった男 阿久悠物語                                             | 龜梨和也 （KAT-TUN）           | 松下奈緒、田中圭等                                              | 松田裕子             | -                  | 25.6%  |
| 第41屆（2018年） | 《創作英雄的男人 石之森章太郎物語 》 ヒーローを作った男 石ノ森章太郎物語                              | 中島健人 （Sexy Zone）         | 木村文乃、林遣都 等                                             | 福原充則             | -                  | 16.2%  |
| 第42屆（2019年） | 《羈絆的踏板》 絆のペダル                                                                             | 相葉雅紀 （嵐）                | 藥師丸博子、波瑠、田中圭 等                                     | 松田裕子             | -                  | 18.0%  |
| 第43屆（2020年） | 《誰都不知道的志村健 -遺留下來的最後訊息-》 誰も知らない志村けん -残してくれた最後のメッセージ-       | 重岡大毅 （Johnny's WEST）     | 柄本明、川榮李奈、河合郁人（A.B.C-Z）、相葉雅紀（嵐）等         | -                    | -                  | 22.6%  |
| 第44屆（2021年） | 《學生可以重新開始人生的學校》 生徒が人生をやり直せる学校                                             | 平野紫耀 （King & Prince）     | 濱邊美波、北村有起哉、井之脇海、伊藤英明、國村隼 等             | 水橋文美江           | 黑川祥子           | 15.3%  |
| 第45屆（2022年） | 《無言館》 無言館                                                                                     | 淺野忠信                       | 寺尾聰、影山拓也、八木莉可子 等                                 | 劇團一人             | 劇團一人           | 13.9%  |
| 第46屆（2023年） | 《彩虹色粉笔 与智能障礙人士一起走过的小鎮工厂奇迹》 虹色のチョーク 知的障がい者と歩んだ町工場のキセキ | 道枝駿佑 （浪花男子）          | 芳根京子、戶塚純貴 等                                           | 松田裕子             | 小松成美           | 13.2%  |
| 第47屆（2024年） | 《阿欽的阿澄》 欽ちゃんのスミちゃん 〜萩本欽一を愛した女性〜                                          | 伊藤淳史                       | 波瑠、香取慎吾 等                                               | 政池洋佑             | -                  | 15.6%  |

### 特備動畫
- 自初回開始至第13回（1990年）[30]為止，於週日早上10時左右至正午時間播映約2小時的特備動畫。第13回（1990年）的一次為最後一年播映。

| 播映屆（播映年） | 標題                          | 原作             | 製作             |
| ---------------- | ----------------------------- | ---------------- | ---------------- |
| 第1屆（1978年）  | 100萬年地球之旅 熊貓BOOK      | 手塚治虫         | 手塚動畫製作公司 |
| 第2屆（1979年）  | 海底超特急快車                | 手塚治虫         | 手塚動畫製作公司 |
| 第3屆（1980年）  | Fumoon                        | 手塚治虫         | 手塚動畫製作公司 |
| 第4屆（1981年）  | 不萊梅4 地獄之中的天使        | 手塚治虫         | 手塚動畫製作公司 |
| 第5屆（1982年）  | Andromeda Stories             | 光瀨龍・竹宮惠子 | 東映動畫         |
| 第6屆（1983年）  | 時空旅程10000年               | 手塚治虫         | 手塚動畫製作公司 |
| 第7屆（1984年）  | 大自然的魔獸巴奇              | 手塚治虫         | 手塚動畫製作公司 |
| 第8屆（1985年）  | 三眼神童 惡魔島的王子         | 手塚治虫         | 東映動畫         |
| 第9屆（1986年）  | 銀河探查2100年                | 手塚治虫         | 手塚動畫製作公司 |
| 第12屆（1989年） | 手塚治虫物語 我的孫悟空       | 手塚治虫         | 手塚動畫製作公司 |
| 第13屆（1990年） | 麵包超人 拯救屬於大家的海洋！ | 柳瀨嵩           | 東京電影新社     |

## 備註
1. 1 2  張學友和歐丁玉曾改編並合唱此曲的粵語版《煙花句》。
2. ↑  第14回（1991年）只今唯一一次於7月下旬舉辦。
3. ↑  直至第14屆（1991年）為止正式名稱為《24小時電視「愛心救地球」〇〇》，是於名稱後面標上播映回數。而第15屆（1992年）及第16屆（1993年）的副標題則是「愛的歌聲救地球」而非「愛心救地球」。
4. 1 2 3  宮崎電視台並未加盟NNS。
5. 1 2 3  因沖繩縣並無日本電視台的聯播網成員。
6. ↑  第15屆（1992年）、第16屆（1993年）的兩次則使用了當時日本電視台的宣傳語「在大家之中，有我在。」。
7. ↑  第27屆（2004年）星期六19:45 - 星期日21:34及第35屆（2012年）星期六18:30 - 星期日21:09除外。
8. ↑  「Tree Village」（東京晴空塔）、吉本興業各劇場、讀賣樂園（商品店「讀賣本鋪」）、ranKing ranQueen等。
9. ↑  1999年因廣告處理問題被日本民間放送連盟及NNS除名及停止會員資格，停止了自主的籌款活動。
10. ↑  播放對象地域只限福岡縣。但籌款活動或各種支援活動、福利車輛的送贈對象則同時包括福岡縣及佐賀縣兩縣。
11. 1 2  1997年因廣告處理問題被日本民間放送連盟及NNS除名及停止會員資格，停止了自主的籌款活動，由熊本縣民電視台代為成為九州地區幹事局。
12. ↑  現在的靜岡朝日電視台（SATV）。
13. ↑  特備動畫《100萬年地球之旅 熊貓BOOK》未有播出，由靜岡放送（SBS）於當日10:30 - 11:25播出短縮版。
14. ↑  節目開場於星期日早上播映。第5屆（1982年）的一次因發生長崎大水災的影響而自我停止參加，只由長崎電視台繼續参加，那時候未有播出節目的前半部分，只播出節目的後半部分。
15. ↑  第1屆（1978年）至第6屆（1983年）節目開場於星期日早上播映。第7屆（1984年）至第13屆（1990年）則24小時轉播。
16. ↑  井原高忠 《元祖電視屋大奮戦！》（文藝春秋、1983年）5章3節。
17. ↑  《週刊昭和Times》第15號。
18. ↑  日刊體育、2007年8月21日。
19. ↑  包括NHK及民放5系列之中，只有日本電視台系列頻道未於晚上八時開始播出選舉特別節目。
20. ↑  .   [2015-06-19]. （原始内容存档于2012-10-18）.
21. ↑  包括「東日本大地震緊急籌款」所得的支援金額。
22. ↑  五人之中，井之原快彥擔任隊長，増田貴久擔任副隊長。
23. ↑  . 読売新聞オンライン. 2020-08-24  [2021-05-26]. （原始内容存档于2021-05-26） （日语）.
24. ↑  第32屆（2009年）除外，終點設於東京國際展示場。
25. ↑  第33屆（2010年）及第37屆（2014年）的兩次因做了手術的關係，未有與以往般與馬拉松跑手伴跑。
26. ↑  第36屆（2013年）、第37屆（2014年）以《24小時電視 馬拉松及深夜閒聊007的裡面SP》為題播出。
27. ↑  第15屆（1992年）至第19屆（1996年）、第22屆（1999年）、第23屆（2000年）除外。
28. ↑  第一套播映的《織機之音》（劇本：倉本聰）就是「年屆118歲仍然繼續使用織機編織的日本最高齡者」為主人公的故事。
29. ↑  24小時電視播出前日以《週五Road Show》的特別計劃為名播放。
30. ↑  第10回（1987年）及第11回（1988年）除外。

## 外部連結
- （日語）24小時電視 「愛心救地球」（页面存档备份，存于）  官方網站